# Carlo Van Elsen
Carlo Antoon Louis Van Elsen (Mol, 5 juni 1926 - 29 september 1998) was een Belgisch politicus voor de Volksunie.

## Levensloop
Van Elsen werd geboren in een Vlaamsgezind gezin. Zijn vader was lid van het VNV. Hij studeerde aan het Sint-Jan Berchmanscollege in Mol. Hij was lid van de Rodenbachbond in Mol en vervolgens jongknapenhoofdman bij de KSA voor de provincie Antwerpen.
Na studies administratieve en politieke wetenschappen in Gent, volgde hij lessen aan de Koloniale Hogeschool in Antwerpen. Van 1952 tot 1960 was hij gewestbeheerder in Belgisch-Kongo. Terug in België studeerde hij tot in 1962 aan de Vlerickschool voor oud-kolonialen. Van 1962 tot 1977 was hij vervolgens bedrijfseconoom bij Philips.
In 1960 behoorde hij tot de stichters van de Volksunie-afdeling in Mol. Hij bleef bestuurslid tot in 1988. Van 1964 tot 1988 was hij gemeenteraadslid en van 1971 tot 1982 schepen van Mol.
Van 1971 tot 1981 zetelde Van Elsen voor de Volksunie in de Belgische Senaat. Van 1971 tot 1974 was hij rechtstreeks gekozen senator voor het kiesarrondissement Mechelen-Turnhout en van 1974 tot 1981 was hij provinciaal senator voor Antwerpen (1974-1981). In de periode december 1971-oktober 1980 zetelde hij als gevolg van het toen bestaande dubbelmandaat ook in de Cultuurraad voor de Nederlandse Cultuurgemeenschap, die op 7 december 1971 werd geïnstalleerd. Vanaf 21 oktober 1980 tot juli 1981 was hij tevens korte tijd lid van de Vlaamse Raad, de opvolger van de Cultuurraad en de voorloper van het huidige Vlaams Parlement.